# Yutaka Fukumoto
Yutaka Fukumoto (福本 豊, Fukumoto Yutaka, * 7. November 1947 in Osaka) ist ein ehemaliger japanischer Profibaseballspieler in der Nippon Professional Baseball. Als aggressiver Lead-Off-Spieler und defensiver Centerfielder hält er die japanischen Karriererekorde für Triples und Stolen Bases. Außerdem hat er mit 43 Home Runs, mehr Lead-Off-Home Runs als jeder andere Spieler in der japanischen Geschichte erzielt. Im Jahr 2002 (Heisei 14) wurde Fukumoto in die japanische Baseball Hall of Fame aufgenommen.

## Karriere
Nach einer kurzen Karriere im Firmenteam von Matsushita wurde Fukumoto 1968 von den Hankyu Braves (heute Orix Buffaloes) als siebter Spieler im Draft ausgewählt. Fukumoto wusste nicht einmal, dass er für den Draft in Frage kam und erfuhr erst am nächsten Tag davon, als sein Kollege erwähnte, dass er in den Sportseiten über ihn gelesen hatte. Fukumoto spielte 1969 sofort bei den Braves und kam oft als Pinch Runner zum Einsatz. Nach ein paar Einsätzen wurde der 21-Jährige jedoch in die Minors geschickt. Sein Manager Yukio Nishimoto wies ihn an, am Stehlen von Bases zu arbeiten, damit er von der Bank aus eine größere Gefahr darstellen konnte.
Fukumoto kehrte 1970 zu den Braves zurück und gewann seine erste Stolen Base-Krone, indem er in diesem Jahr 76 Steals erzielte. In der Saison erzielte er zudem 116 Hits und acht Homerun.
Im Jahr 1972 (Shōwa 47) stahl Fukumoto 106 Bases und stellte damit den Weltrekord für eine Saison in der modernen Ära auf. Er war der erste japanische Spieler, welcher am Saisonende Stolen Bases im dreistelligen-Bereich hatte. Außerdem führte er die Braves ins Finale der japanischen Meisterschaft, in welcher die Braves jedoch zum zweiten Mal in Folge den Yomiuri Giants unterlagen. Fukumoto wurde zum Most Valuable Player (MVP) ernannt und war der erste japanische MVP, der die Liga auch in Sachen Steals anführte.
Im Jahr 1983 stahl er sein 939. Karriere-Base, überholte Lou Brock und stellte die Weltkarrieremarke für Steals auf (der Rekord wurde 1993 von Rickey Henderson übertroffen). Henderson hob die Base sofort auf und schickte das Souvenir in den Oakland-Dugout. Diese Base liegt in der japanischen Hall of Fame und hat die von Henderson geschriebene Inschrift „To Y. Fukumoto, the world’s greatest base stealer of Japan“ (deutsch: Für Y. Fukumoto, den weltbesten Base-Stealer Japans). In diesem Jahr erzielte er auch seinen 2000 Hit. Er wurde für den People’s Honour Award vorgeschlagen, lehnte diesen aber ab.

## Ruhestand
Nach der Saison 1988 sollten die Braves zu den Orix BlueWave werden. Beim letzten Spiel des Jahres hielt Manager Toshiharu Ueda bei der Feier nach dem Spiel eine Abschiedsrede. Ueda machte den Fehler, zu sagen: „Wir verabschieden uns von Yamada und Fukumoto (welcher das Team verlassen wird) …“, anstatt „Wir verabschieden uns von Yamada, werden aber Fukumoto (für das neue Team) haben …“. Alle waren überrascht, auch Fukumoto selbst, denn er hatte die Absicht, noch mindestens ein Jahr zu spielen. Fukumoto sagte den Reportern achselzuckend: „Ueda hat es gesagt, ich trete zurück“ und beendete seine Karriere. Er beendete seine Karriere mit 2.543 Hits, 208 Homeruns, 449 Doubles, 115 Triples, 884 Runs, 1.065 Stolen Bases und einem Batting Average von .291 in 2401 Spielen.
Fukumoto hegte keinen Groll gegen Ueda und war 1989 und 1990 Trainer bei Orix. Von 1998 bis 1999 war er Trainer bei den Hanshin Tigers.